# Кайо Жуніор
Луїс Карлос Саролі (порт. Luiz Carlos Saroli), більш відомий як Кайо Жуніор (порт. Caio Júnior; нар. 8 березня 1965, Каскавел — пом. 28 листопада 2016, Ла-Уніон) — бразильський футболіст, що грав на позиції нападника. По завершенні ігрової кар'єри — футбольний тренер.

## Ігрова кар'єра
Народився 8 березня 1965 року в Каскавелі, штат Парана. Починав займатися Футболом в молодіжних командах «Греміо» і «Каскавела». У 1985 році дебютував на дорослому рівні у складі «Греміо». За професійну кар'єру Кайо встиг пограти за низку клубів, серед яких, крім бразильських, були і декілька португальських — «Віторія» (Гімарайнш), «Ештрела» та «Белененсеш».
Завершив професійну ігрову кар'єру у клубі «Ріо-Бранко», за який виступав протягом 1999 року.

## Кар'єра тренера
Розпочав тренерську кар'єру невдовзі по завершенні кар'єри гравця, очоливши тренерський штаб клубу «Парана», де колись грав. Але пропрацював недовго, всього сезон, і відправився в інший клуб.
В подальшому як головний тренер в Бразилії Кайо Жуніор працював з чотирма грандами — «Палмейрасом», «Фламенго», «Ботафогу» і «Греміо», а також низкою інших бразильських клубів. Працював Кайо Жуніор і за межами рідної країни — тренував японський «Віссел» (Кобе), «Аль-Гарафу» з Катару і «Аль-Джазіру» та «Аль-Шабаб» (Дубай), що представляють Об'єднані Арабські Емірати. Тренерська кар'єра, як і ігрова, у Кайо була насиченою і відрізнялася мінливістю. За всю кар'єру він лише у двох клубах затримався більш, ніж на сезон — в «Аль-Гарафі» та «Аль-Шабабі».
28 листопада 2016 року загинув у авіакатастрофі в Колумбії, разом з ним загинули багато гравців та повний склад тренерського штабу клубу «Шапекоенсе», яким Кайо керував з 2016 року. Кайо Жуніор вивів свою останню команду в перший в історії фінал міжнародного турніру — Південноамериканського кубка, на перший вирішальний матч якого і летіла команда. Незабаром після виходу до фіналу Жуніор заявив: «Якщо я помру завтра, я помру щасливою людиною». Згодом посмертно Кайо з командою таки отримав титул переможця турніру на прохання суперників по фіналу.

## Титули та досягнення
Як гравець
- Чемпіон штату Ріу-Гранді-ду-Сул (4): 1985, 1986, 1987, 1994
- Чемпіон Другого дивізіону Ліги Гаушу (1): 1996
- Чемпіон штату Парана (1): 1997
- Володар Суперкубка Португалії (1): 1988
- Чемпіон Другої ліги Португалії (1): 1992/93
- Найкращий бомбардир Ліги Гаушу (1): 1985 (15 голів)

Як тренер
- Чемпіон штату Баїя (4): 2013
- Чемпіон Катару (1): 2009/10
- Володар Кубка зірок Катару (1): 2009
- Володар Кубка наслідного принца Катару (1): 2010
- Володар Кубку президента ОАЕ (1): 2012
- ///// Володар Клубного кубка чемпіонів Перської затоки (1): 2014/15
- Володар Південноамериканського кубка (1): 2016 (посмертно, на прохання суперників[5])